# Franke & Co.
Franke & Co. war ein Schweizer Hersteller von Automobilen.

## Unternehmensgeschichte
Das Unternehmen aus Neuhausen am Rheinfall stellte Karosserien her. 1975 begann unter Leitung von Wolfgang Franke die Produktion von Automobilen. Der Markenname lautete Franke. Etwa 1983 endete deren Fertigung. Ebenfalls 1983 versuchte eine deutsche Firma den Lizenzbau.

## Fahrzeuge
Franke stellte VW-Buggys her. Erstes Modell war der Buggy 75. Das gekürzte Fahrgestell vom VW Käfer bildete die Basis. Darauf wurde eine Karosserie aus Kunststoff montiert. Dieses Modell hatte ein festes Dach, aber keine Türen. Der Neupreis betrug 4950 Schweizer Franken für den Bausatz. Für den Antrieb sorgten Vierzylinder-Boxermotoren von Volkswagen mit 34 bis 50 PS Leistung.
1976 folgte der Joker 76. Dies war ein Pick-up, der in ein Coupé oder zu einem Kombi verwandelt werden konnte. Die Basis bildeten Fahrgestelle von VW 1300 und VW 1302. Die Motoren leisteten bis zu 50 PS.
1977 folgten weitere, nicht näher beschriebene Modelle.